# Boks na Igrzyskach Panamerykańskich 2003
Turniej bokserski Igrzysk Panamerykańskich 2003 odbył się w dniach 8 - 16 sierpnia w Santo Domingo (Dominikana). Miejscem walk było Carlos Teo Cruz Boxing Coliseum.
Turniej był eliminacją do Igrzysk Olimpijskich 2004 w Atenach. Kwalifikację uzyskali finaliści w kategoriach od papierowej do półciężkiej oraz mistrzowie wagi ciężkiej i superciężkiej.

## Medaliści
| Kategoria                    | Złoty                             | Srebrny                              | Brązowy                                                           |
| waga papierowa (48 kg)       | Yan Barthelemí · Kuba             | Carlos José Tamara · Kolumbia        | José Jefferson Perez · Wenezuela · Raúl Castañeda · Meksyk        |
| waga musza (51 kg)           | Yuriorkis Gamboa · Kuba           | Juan Carlos Payano · Dominikana      | Raúl Hirales · Meksyk · James Pereira · Brazylia                  |
| waga kogucia (54 kg)         | Guillermo Rigondeaux · Kuba       | Abner Mares · Meksyk                 | Andrew Kooner · Kanada · Yonnhy Pérez · Kolumbia                  |
| waga piórkowa (57 kg)        | Likar Ramos Concha · Kolumbia     | Aaron Garcia · Stany Zjednoczone     | Jhonathan Batista · Dominikana · Yosvani Aguilera · Kuba          |
| waga lekka (60 kg)           | Mario Kindelán · Kuba             | Alex de Jesús · Portoryko            | Manuel Felix Diaz · Dominikana · Francisco Javier Vargas · Meksyk |
| waga lekkopółśrednia (64 kg) | Patrick López · Wenezuela         | Isidro Mosquera · Dominikana         | Juan de Dios Navarro · Meksyk · Marcos Costa · Brazylia           |
| waga półśrednia (69 kg)      | Lorenzo Aragón · Kuba             | Juan McPherson · Stany Zjednoczone   | Euris González · Dominikana · Alfredo Angulo · Meksyk             |
| waga średnia (75 kg)         | Juan José Ubaldo · Dominikana     | Yordanis Despaigne · Kuba            | Jean Pascal · Kanada · Alexander Brand · Kolumbia                 |
| waga półciężka (81 kg)       | Ramiro Reducindo · Meksyk         | Yoan Pablo Hernández · Kuba          | Edgar Muñoz · Wenezuela · Argenis Casimiro · Dominikana           |
| waga ciężka (91 kg)          | Odlanier Solis · Kuba             | Kertson Manswell · Trynidad i Tobago | Jason Douglas · Kanada · Devin Vargas · Stany Zjednoczone         |
| waga superciężka (>91 kg)    | Jason Estrada · Stany Zjednoczone | Michel López Núñez · Kuba            | Sébastian Ceballo · Argentyna · Victor Bisbal · Argentyna         |

## Klasyfikacja medalowa
| Poz.    | Państwo           |    |    |    | Razem |
| ------- | ----------------- | -- | -- | -- | ----- |
| 1       | Kuba              | 6  | 3  | 1  | 10    |
| 2       | Dominikana        | 1  | 2  | 4  | 7     |
| 3       | Stany Zjednoczone | 1  | 2  | 1  | 4     |
| 4       | Meksyk            | 1  | 1  | 5  | 7     |
| 5       | Kolumbia          | 1  | 1  | 2  | 4     |
| 6       | Wenezuela         | 1  | 0  | 2  | 4     |
| 7       | Portoryko         | 0  | 1  | 1  | 2     |
| 8       | Trynidad i Tobago | 0  | 1  | 0  | 1     |
| 9       | Kanada            | 0  | 0  | 3  | 3     |
| 10      | Brazylia          | 0  | 0  | 2  | 2     |
| 11      | Argentyna         | 0  | 0  | 1  | 1     |
| Łącznie | Łącznie           | 11 | 11 | 22 | 44    |